# Scaring the Hoes
Scaring the Hoes (também conhecido como Scaring the Hoes, Vol. 1, ambos estilizados em letras maiúsculas) é um álbum de estúdio colaborativo dos rappers americanos JPEGMafia e Danny Brown. Foi lançado em 24 de março de 2023, pela AWAL e Bandcamp como um download pague o que quiser. O lançamento contou com produção exclusiva de JPEGMafia e incluiu a participação exclusiva do rapper independente de Maryland, Redveil. O álbum foi divulgado durante um ano antes do lançamento de seu primeiro single "Lean Beef Patty" em 13 de março, com o título oficial do álbum sendo anunciado no mesmo dia. Em 21 de março, a faixa-título do álbum foi lançada como single. Em 11 de julho, um EP de expansão do álbum, intitulado Scaring the Hoes: DLC Pack, foi lançado.
Scaring the Hoes foi lançado com grande aclamação da crítica, que elogiou a química entre JPEGMafia e Brown, bem como a produção do álbum. Nos Estados Unidos, Scaring the Hoes estreou na posição 84 na Billboard 200, ao lado de entrar na posição 39 na parada Top R&B/Hip-Hop Albums. O álbum alcançou sucesso em seis outros países, incluindo Canadá e Reino Unido.

## Fundo e Gravação
Em 28 de março de 2022, JPEGMafia foi convidado para participar do NTS Radio, apresentando-se em Londres, tocando músicas de artistas como Björk, Sky Ferreira, Big K.R.I.T. e Black Rob. Por volta da marca de 39 minutos da sessão, ele apresentou a versão inicial da música "Burfict!" (intitulada em homenagem ao jogador de futebol americano), que contou com a participação de Danny Brown. A dupla posteriormente apresentou a música no Smoker's Club Fest em abril de 2022. Brown posteriormente confirmou que os dois lançariam um álbum colaborativo, dizendo: "Então sim, álbum de Danny Brown e JPEGMafia. Vocês acabaram de ouvir a primeira música, em breve. Preparem-se para Peggy e Danny, vadias." O álbum era esperado como o primeiro lançamento de JPEGMafia desde o aclamado LP!, lançado em 22 de outubro de 2021, e o primeiro álbum de Brown desde U Know What I'm Sayin?, lançado em 4 de outubro de 2019, que também recebeu aclamação da crítica.
Em 15 de janeiro de 2023, JPEGMafia compartilhou imagens de Brown e dele trabalhando no estúdio via Twitter e revelou que o álbum seria lançado no mesmo ano. No episódio 43 do podcast The Danny Brown Show (exibido em 28 de fevereiro de 2023), Brown convidou JPEGMafia ao programa para falar sobre o álbum, onde revelaram o título provisório do álbum (Scaring the Hoes, Vol. 1) e apresentaram o primeiro single do álbum, "Lean Beef Patty". Em 13 de março, o single foi lançado nas plataformas de streaming, junto com seu videoclipe e o anúncio da data de lançamento do álbum. Em 21 de março, a faixa-título "Scaring the Hoes" foi lançada como o segundo single do álbum, acompanhada de um videoclipe. Ambos os singles foram bem recebidos pela crítica, que elogiou a produção e as performances da dupla.

### Produção e estilo
Scaring the Hoes foi produzido principalmente usando o Roland SP-404SX. JPEGMafia descreveu o processo de produção como semelhante a uma "sessão de prática", comentando: "é assim que soaríamos nos anos 90 sem Pro Tools". No álbum, JPEGMafia mantém sua "filosofia liberal de amostragem", utilizando samples de soul, gospel e músicas dos anos 2000. Scaring the Hoes foi descrito pela Rolling Stone como o oposto dos crossovers dominantes das paradas de R&B. Em vez disso, JPEGMafia e Brown criaram "uma mistura" de hip-hop experimental. O álbum é caracterizado por seu som experimental e industrial. Ele abraça elementos das cenas de rap indie e alternativo, apresentando uma "crueza, quase com uma borda punk", rejeitando as convenções do hip-hop mainstream.

### Turnê
Em apoio a Scaring the Hoes, JPEGMafia e Brown anunciaram uma turnê norte-americana em 24 de abril. A turnê estava programada para começar em Nashville, Tennessee em 25 de julho. A partir de então, os dois embarcaram em uma turnê por 20 cidades dos Estados Unidos. O show final da turnê aconteceu em Dallas, Texas em 26 de agosto.

## Recepção da crítica
| Críticas profissionais | Críticas profissionais |
| Pontuações agregadas   | Pontuações agregadas   |
| Fonte                  | Avaliação              |
| ---------------------- | ---------------------- |
| AnyDecentMusic?        | 8.0/10                 |
| Metacritic             | 86/100                 |
| Avaliações da crítica  |                        |
| Fonte                  | Avaliação              |
| AllMusic               | [ 25 ]                 |
| Clash                  | 9/10                   |
| DIY                    | [ 27 ]                 |
| Exclaim!               | 9/10                   |
| The Guardian           | [ 28 ]                 |
| The Line of Best Fit   | 9/10                   |
| musicOMH               | [ 30 ]                 |
| Pitchfork              | 7.1/10                 |
| Rolling Stone          | [ 18 ]                 |
| The Needle Drop        | 9/10                   |

Scaring the Hoes foi amplamente aclamado pela crítica. No agregador de resenhas Metacritic, que atribui uma classificação normalizada de 100 a partir de publicações mainstream, o álbum recebeu uma média ponderada de 86, baseada em 13 resenhas, indicando "aclamação universal". O agregador AnyDecentMusic? deu uma nota de 8,0 de 10, com base em sua avaliação do consenso crítico.
Ao resenhar o álbum para o AllMusic, Fred Thomas afirmou que Scaring the Hoes era "definitivamente anti-pop", mas ainda assim conseguiu alcançar algo "inesperadamente cativante e envolvente". Ele também se referiu ao álbum como lotado, confuso e ridículo, mas concluiu que, graças às performances de JPEGMafia e Brown, ele ainda permaneceu empolgante. Escrevendo para a Clash, Robin Murray o chamou de "uma experiência que mexe com os nervos", além de descrever como sendo a obra-prima de JPEGMafia e Brown. Em uma resenha de cinco estrelas para a DIY, Matthew Davies Lombardi descreveu que o álbum "supera as expectativas repetidamente".
Wesley McLean, da Exclaim!, elogiou a habilidade de JPEGMafia de "forjar esses instrumentais incrivelmente pesados, que simultaneamente são bagunças confusas e sujas", referindo-se a isso como "sua superpotência". O editor do The Guardian Alexis Petridis, caracterizou o álbum como "inteligente, mas caótico, engraçado, mas perturbador", além de descrevê-lo como uma "vitória desconcertante". Steven Loftin, em sua resenha para The Line of Best Fit, percebeu o álbum como mais uma vitrine das habilidades de produção de JPEGMafia, elogiando a dimensão extra trazida pelo fluxo energético de Brown. Loftin também destacou o humor e o tom únicos de Brown, afirmando que esses elementos contribuem com uma quantidade significativa de personalidade, energizando o álbum.
O escritor do MusicOMH, Justin Devlin, foi mais crítico, sugerindo que a dupla poderia se beneficiar de mais refinamento e foco em projetos futuros, ao mesmo tempo em que reconheceu a química "excêntrica" e atraente entre Brown e JPEGMafia. Pete Tosiello, da Pitchfork, destacou a entrega ágil de Brown no álbum, descrevendo-o como capaz de acompanhar "os tempos de JPEGMafia com agilidade", mas também criticou a mixagem de áudio, dizendo que "não favorece Brown em muitos aspectos". Escrevendo para a Rolling Stone, Jeff Ihaza caracterizou o álbum como sendo "distorcido até o ponto de destruição", e também o descreveu como "assustador", afirmando que essas características tornam o álbum fascinante.

### Listas de Fim de Ano
| Crítico/Publicação   | Lista                                     | Posição | Ref.   |
| -------------------- | ----------------------------------------- | ------- | ------ |
| Consequence          | Os 50 Melhores Álbuns de 2023             | 40      | [ 32 ] |
| Exclaim!             | Os 50 Melhores Álbuns de 2023 da Exclaim! | 5       | [ 33 ] |
| Paste                | Os 50 Melhores Álbuns de 2023             | 38      | [ 34 ] |
| Rolling Stone        | Os 100 Melhores Álbuns de 2023            | 19      | [ 35 ] |
| Stereogum            | Os 50 Melhores Álbuns de 2023             | 14      | [ 36 ] |
| The Line of Best Fit | Os Melhores Álbuns de 2023                | 10      | [ 37 ] |

## Lista de músicas
| N.º            | Título                                | Duração |  |
| 1.             | "Lean Beef Patty"                     |         |  |
| 2.             | "Steppa Pig"                          |         |  |
| 3.             | "Scaring the Hoes"                    |         |  |
| 4.             | "Garbage Pale Kids"                   |         |  |
| 5.             | "Fentanyl Tester"                     |         |  |
| 6.             | "Burfict!"                            |         |  |
| 7.             | "Shut Yo Bitch Ass Up / Muddy Waters" |         |  |
| 8.             | "Orange Juice Jones"                  |         |  |
| 9.             | "Kingdom Hearts Key"                  |         |  |
| 10.            | "God Loves You"                       |         |  |
| 11.            | "Run the Jewels"                      |         |  |
| 12.            | "Jack Harlow Combo Meal"              |         |  |
| 13.            | "HOE (Heaven on Earth)"               |         |  |
| 14.            | "Where Ya Get Ya Coke From?"          |         |  |
| Duração total: | Duração total:                        | 36:11   |  |

Scaring the Hoes DLC Pack
| N.º            | Título | Duração |  |
| 1.             | "Guess What Bitch, We Back Hoe!"                                                                                                  |         |  |
| 2.             | "Hermanos" |         |  |
| 3.             | "Tell Me Where to Go" |         |  |
| 4.             | "No! No! No! No! No! No! No! No! No! No! No! No! No! No! No! No! No! No! No! No! No! No! No! No! No! No! No! No! No! No! No! No!" |         |  |
| Duração total: | Duração total: | 15:21   |  |

Notas
- "Lean Beef Patty" interpola " I Need a Girl (Part Two) " de P. Diddy e Ginuwine com Loon, Mario Winans e Tammy Ruggeri.[18]
- Amostras de "Fentanyl Tester" " Milkshake " de Kelis.[18]
- "Burfic!" interpola “ Procissão dos Levitas ” de Richard Smallwood.[18]
- "Kingdom Hearts Key" interpola " Yakusoku wa Iranai " de Maaya Sakamoto.[18]

## Pessoal
Créditos adaptados no Bandcamp e do Tidal.
- Barrington " JPEGMafia " Hendricks – vocal, produtor, mixagem
- Daniel " Danny Brown " Sewell – vocais
- Marcus " Redveil " Morton – vocais (faixa 9)
- Jeff Ellis – mixagem (faixas 1, 5–7, 9, 13 e 14)
- Dale Becker – masterização
- Pat Dagle – arte

## Graficos
| Parada (2023)                           | Posição máxima |
| --------------------------------------- | -------------- |
| Bélgica (Ultratop Flandres)             | 143            |
| Canadá (Billboard)                      | 62             |
| Irlanda (IRMA)                          | 55             |
| Lithuanian Albums (AGATA)               | 50             |
| New Zealand Albums (RMNZ)               | 32             |
| Escócia (Official Scottish Albums)      | 11             |
| Reino Unido (Official Albums Chart)     | 82             |
| Reino Unido (UK R&B Albums Chart)       | 1              |
| Estados Unidos (Billboard 200)          | 84             |
| Estados Unidos (Top R&B/Hip Hop Albums) | 39             |

## Histórico de Lançamento
| Região   | Data                | Formato                    | Versão | Gravadora  | Ref.                 |
| -------- | ------------------- | -------------------------- | ------ | ---------- | -------------------- |
| Diversos | 24 de março de 2023 | Download digital streaming | Padrão | AWAL Peggy | [ 15 ]               |
| Diversos | 2023                | Cassete CD LP              | Padrão | Peggy      | [ 49 ] [ 50 ] [ 51 ] |